# SARPE
Sarpe (acrónimo de Sociedad Anónima de Revistas, Periódicos y Ediciones) fue una editorial española, creada durante la dictadura franquista, dirigida por destacadas personalidades del Opus Dei y tecnócratas liberales, como Alberto Ullastres, Antonio Fontán y Luis Valls Taberner.
En sus comienzos editó el semanario gráfico La Actualidad Española y las revistas de divulgación Nuestro Tiempo y Actualidad Económica. En 1958 adquirió el capital de PESA (Prensa y Ediciones, S. A.), y con ello el diario El Alcázar.  
A partir de entonces editó también colecciones de libros distribuidos en quioscos así como las revistas Ama. La revista de las amas de casas (1959-1989), para mujeres y madres de familia; Mundo Cristiano (1963), creada por el sacerdote Jesús Urteaga y el periodista Javier Ayesta, destinada al ámbito de la familia; Telva (1963), destinada a la mujer; Tría (1964-1992), orientada al mundo agrícola y ganadero; y Palabra (1965), dirigida fundamentalmente al clero. Entre otras revistas destacan Cómplice, Mucho Más, Greca, Prima, Vitalidad y Nuevo Estilo. También participó en la propiedad del Diario Regional de Valladolid y del Diario de León. En 1987 realizó una facturación de 4300 millones de pesetas en ventas, con un 10% de crecimiento sobre el año anterior y unos beneficios de 150 millones de pesetas. En ese momento tenía una plantilla de 140 trabajadores.
A finales de la década de 1980 era líder de la prensa del corazón y estaba controlada por un grupo de inversores árabes. En 1988 la compró el grupo editorial alemán Axel Springer AG que era, en ese momento, uno de los grupos editoriales europeos más destacados.